# Emilio Serrano Lizarralde
Blahoslavený Emilio Serrano Lizarralde, řeholním jménem Saturnino (Saturnin) z Bilbaa (25. května 1910, Bilbao – 26. srpna 1936, Madrid), byl španělský římskokatolický řeholník Řádu menších bratří kapucínů a mučedník.

## Život
Narodil se 25. května 1910 v Bilbau jako syn Emilia a Concepción. Pokřtěn byl 1. června stejného roku. Dne 28. února 1912 přijal svátost biřmování.
Chtěl vstoupit k Jezuitům v Loyole, ale přes jeho poruchu koktání se nemohl stát knězem. Požádal, aby se stal laickým bratrem v Aranjuezu, což se nakonec nepodařilo.
Stal se kapucínským terciářem a nakonec vstoupil ke kapucínům v Basurto. Dne 10. září 1930 přijal hábit a jméno Saturnino. Dne 13. září 1931 složil své časné řeholní sliby a 21. dubna 1935 své věčné sliby. Jako kapucín byl laickým bratrem. Jako kapucín vynikal svou zbožností a vstřícností. Ze začátku pracoval v tiskárně na časopis El Mensajero Seráfico a později byl přidělen do kláštera v El Pardo, kde působil jako vrátný. V tuto dobu chtěl svého nadřízeného požádat o to, aby mohl odejít na misii Caroní ve Venezuele, což se mu nepodařilo.
Dne 21. července 1936 napadli klášter milicionáři. Saturnino se rozhodl utéct a ukryl se u jedné zbožné rodiny. Poté byl milicí odhalen a bratr Saturnino radostně odešel vstříc smrti. Dne 26. srpna 1936 byl zastřelen.

## Proces blahořečení
Proces jeho blahořečení byl zahájen roku 1954 v arcidiecézi Madrid spolu s dalšími jedenatřiceti spolubratry kapucíny.
Dne 27. března 2013 uznal papež František jejich mučednictví. Blahořečeni byli 13. října 2013 ve skupině 522 španělských mučedníků.